# Alen Avdić
Alen Avdić (* 3. duben 1977) je bývalý bosenský fotbalista.

## Reprezentační kariéra
Alen Avdić odehrál za bosenský národní tým v roce 1999 celkem 3 reprezentační utkání.

## Statistiky
| Bosna a Hercegovina | Bosna a Hercegovina | Bosna a Hercegovina |
| Roky                | Záp.                | Góly                |
| ------------------- | ------------------- | ------------------- |
| 1999                | 3                   | 0                   |
| Celkem              | 3                   | 0                   |